# 下町任侠伝 鷹
『下町任侠伝 鷹』（したまちにんきょうでん たか）は、2020年からライツキューブより発売されている原田龍二主演、浅生マサヒロ監督のオリジナルビデオ。2023年1月現在、最新巻は『下町任侠伝 鷹7』。

## ストーリー
門前仲町に組を構え、弱きを助け強きを挫く八代目侠栄一家組長 鷹羽栄眞（原田龍二）が繰り広げる任侠物語。

## キャスト
- 八代目侠栄一家組長・鷹羽栄眞（親分）：原田龍二
- 八代目侠栄一家若頭・志賀慎太郎（カシラ）：中野英雄
- 八代目侠栄一家・小林松雄（まっちゃん）：関根大学
- 八代目侠栄一家・村雨剛太（ゴウさん）：菅田俊
- 八代目侠栄一家・畠山和樹（タケ）：小柳心
- 七代目侠栄一家組長 鷹羽彦晤郎(鷹羽兄弟の祖父)：ガッツ石松
- 鷹羽栄一郎（鷹羽兄弟の父親）：山本竜二
- 不動産会社NEWBORN 社長 鷹羽栄治(栄眞の弟)：野村祐人
- 不動産会社NEWBORN 専務 片山悟：上西雄大
- 不動産会社NEWBORN 社員 木崎美和：中山こころ
- マツバラ会系黒崎組組長 黒崎利一：水元秀二郎（1・2）
- マツバラ会系黒崎組若頭 黒崎シンヤ(黒崎組長の実弟)：河合寛之（1・2）
- 城東警察署 刑事 柴山：小坂正三（1）
- 城東警察署 刑事 松下：酒井貴浩（1）
- 猛武会会長：成瀬正孝（1・2）
- 野崎建設 野崎照男：贈人（1・2）
- 野崎とスナックで暴れていたチンピラ：森了蔵（1）
- 野崎とスナックで暴れていたチンピラ：佐藤聖之（1）
- リリー：階戸瑠李（1・2）
- 「スナック雅」ママ：徳竹未夏
- 加勢幸男(ホームレス)：仁科貴（2）
- 居酒屋の大将 トシオ：坂本つとむ（2）
- 藤野孝雄（映画監督）：なべやかん（2）
- たこ焼き屋：速水今日子（3・4）
- 稲森静佳（豆腐屋の娘）：片山萌美（3・4）
- 稲森徳雄（豆腐屋店主）：諏訪太朗（3・4）
- 商店会会長（緑色のジャンパー）：松澤仁晶（3・4・5）
- 商店街の人（青色のジャンパー）：けーすけ（3・4・5）
- 商店街の人：福山理子（3・4）
- 牛神銀治（牛神一家組長）：田中要次（3・4）
- 牛神一家：石川雄也（3・4）
- 成松宗司（御前と呼ばれた地主）：堀田眞三（3）
- 成松達郎（御前の息子）：野依健吾（3）
- 不動産会社クリエイトビジョン モウリ：崔哲浩（3）
- 佐位貴哉（弁護士）：渋江譲二（3・4）
- 不動産会社クリエイトビジョン社長 サワタニサトル：真柴幸平（3）
- 通り魔：幕雄仁（3）
- 千尋：河本景（5・6・7）
- 乃亜：渡邊璃音（5・6・7）
- 千尋の母：さとう珠緒（5・6）
- 坂上(乃亜の父)：三元雅芸（5・6・7）
- 寿会総長 宗方：六平直政（5・6・7）
- 寿会 ヒサ：舘昌美（5・6・7）
- 春原達也：森海哉（6）
- ジロー：街裏ぴんく（7）

## スタッフ
- 監督：浅生マサヒロ
- 企画：ライツキューブ
- エグゼクティブプロデューサー：鈴木祐介（ライツキューブ）
- プロデューサー：河野博明（ライツキューブ）、西村喜廣、大岩良江、藤原健一
- 協力プロデューサー：旭正嗣
- 脚本：神木雄司
- アクション監督：三元雅芸（5）
- 助監督：佃謙介、江良圭（3）
- 撮影・照明：中尾正人
- 録音：山口勉
- 音楽：輿語一平
- 美術：佐々木記貴（3）
- 衣裳：椎名倉平、澤田枝里（3）
- 制作主任：大塚和雄、石塚祐太（3）
- ヘアメイク：タナカミホ、征矢杏子（3）
- スチール：中居挙子、池田岳史
- アクション：玉寄兼一郎
- 編集：石井塁
- ガンエフェクト：浅生マサヒロ
- 刺青：彫政統、彫雅、月（ライト）
- 音響効果：映像寿司
- VFX：鹿角剛
- CG：川村翔太、川村珠帆
- キャスティング協力　河合寛之、野口美奈
- 協力：ひさご通り商店街（3・4）
- 制作協力：クイーンズカンパニー、西村映造
- 製作・発売・販売：ライツキューブ

## DVDリリース
| タイトル       | ジャケットコピー                                 | セルリリース日 |
| -------------- | ------------------------------------------------ | -------------- |
| 下町任侠伝 鷹  | 街の悪党はこの鷹羽栄眞が成敗させていただきます！ | 2020年10月25日 |
| 下町任侠伝 鷹2 | 鷹羽栄眞、怒りの刃が悪を斬る！！                 | 2020年12月25日 |
| 下町任侠伝 鷹3 | 時代がいくら変わろうと変わらぬ昭和の男たち       | 2021年09月25日 |
| 下町任侠伝 鷹4 | 信じたものの為ならば、命をかけて道を行く         | 2021年11月25日 |
| 下町任侠伝 鷹5 | 変わりゆく時代、変わらない信念─                  | 2022年09月25日 |
| 下町任侠伝 鷹6 | 時代に逆らわない、その信念─                      | 2022年11月25日 |
| 下町任侠伝 鷹7 | 侠たちが目指した浅草の未来─                      | 2023年1月25日  |

## 配信
U-NEXT、Amazonプライム・ビデオ、Paravi、GYAO!、FODプレミアム、dTVなどで配信されている。

## 備考
- 2020年10月発売された本作『下町任侠伝 鷹』[1]はライツキューブ第1弾作品となった。